# Patinatge de velocitat en pista curta als Jocs Olímpics
El patinatge de velocitat en pista curta, també denominat short track, és un esport que forma part del programa olímpic des dels Jocs Olímpics d'Hivern de 1992 realitzats a Albertville (França), si bé anteriorment s'havia produït una prova de demostració en els Jocs Olímpics d'Hivern de 1988 realitzats a Calgary (Canadà). Actualment es realitzen vuit proves, quatre en categoria masculina i quatre més en categoria femenina.
Els grans dominadors d'aquest esport són Corea del Sud, Canadà i la Xina.

## Programa

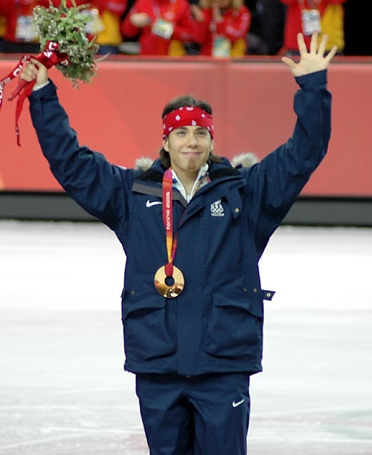
El nord-americà Apolo Anton Ohno, guanyador de 8 medalles olímpiques.

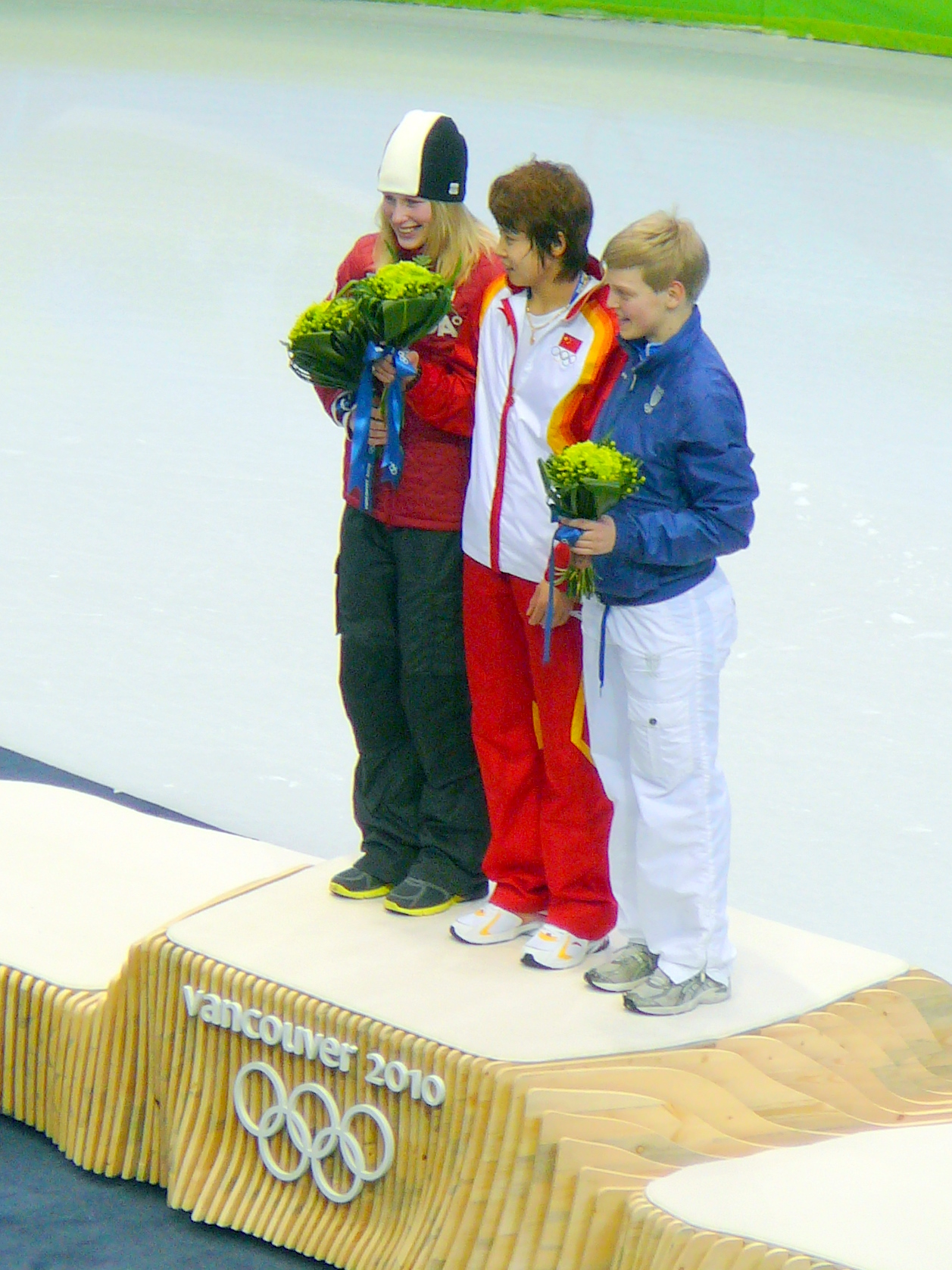
Al centre de la imatge la xinesa Wang Meng, guanyadora de 6 medalles olímpiques.

• = competició oficial, (d) = prova de demostració
| Prova               | 1988 | 1992 | 1994 | 1998 | 2002 | 2006 | 2010 | 2014 | Anys |
| ------------------- | ---- | ---- | ---- | ---- | ---- | ---- | ---- | ---- | ---- |
| Categoria masculina |      |      |      |      |      |      |      |      |      |
| 500 metres          | (d)  |      | •    | •    | •    | •    | •    | •    | 6    |
| 1000 metres         | (d)  | •    | •    | •    | •    | •    | •    | •    | 7    |
| 1500 metres         | (d)  |      |      |      | •    | •    | •    | •    | 4    |
| 3000 metres         | (d)  |      |      |      |      |      |      |      | 0    |
| 5000 metres relleus | (d)  | •    | •    | •    | •    | •    | •    | •    | 7    |
| Categoria femenina  |      |      |      |      |      |      |      |      |      |
| 500 metres          | (d)  | •    | •    | •    | •    | •    | •    | •    | 7    |
| 1000 metres         | (d)  |      | •    | •    | •    | •    | •    | •    | 6    |
| 1500 metres         | (d)  |      |      |      | •    | •    | •    | •    | 4    |
| 3000 metres         | (d)  |      |      |      |      |      |      |      | 0    |
| 3000 metres relleus | (d)  | •    | •    | •    | •    | •    | •    | •    | 7    |
|                     |      |      |      |      |      |      |      |      |      |
| Total               | 10   | 4    | 6    | 6    | 8    | 8    | 8    | 8    |      |

## Medaller
| Posició | CON             | Or | Argent | Bronze | Total |
| 1       | Corea del Sud   | 21 | 12     | 9      | 42    |
| 2       | Canadà          | 8  | 11     | 9      | 28    |
| 3       | R.P. de la Xina | 9  | 13     | 8      | 30    |
| 4       | Estats Units    | 4  | 6      | 9      | 19    |
| 5       | Rússia          | 3  | 1      | 1      | 5     |
| 6       | Itàlia          | 1  | 3      | 4      | 8     |
| 7       | Japó            | 1  | 0      | 2      | 3     |
| 8       | Austràlia       | 1  | 0      | 1      | 2     |
| 9       | Bulgària        | 0  | 2      | 1      | 3     |
| 10      | Corea del Nord  | 0  | 0      | 1      | 1     |
| 10      | Equip Unificat  | 0  | 0      | 1      | 1     |
| 10      | Països Baixos   | 0  | 0      | 1      | 1     |
| 10      | Regne Unit      | 0  | 0      | 1      | 1     |
| Total   | Total           | 48 | 48     | 48     | 144   |

en cursiva: comitès nacionals desapareguts.

## Medallistes més guardonats

### Categoria masculina
| Nom                     | CON                   | Or | Plata | Bronze | Total |
| Ahn Hyun-Soo/Viktor Ahn | Corea del Sud/ Rússia | 6  | 0     | 2      | 8     |
| Apolo Anton Ohno        | Estats Units          | 2  | 2     | 4      | 8     |
| Marc Gagnon             | Canadà                | 3  | 0     | 2      | 5     |
| François-Louis Tremblay | Canadà                | 2  | 2     | 1      | 5     |
| Lee Ho-Suk              | Corea del Sud         | 1  | 4     | 0      | 5     |
| Li Jiajun               | R.P. de la Xina       | 0  | 2     | 3      | 5     |

### Categoria femenina
| Nom            | CON             | Or | Plata | Bronze | Total |
| Wang Meng      | R.P. de la Xina | 4  | 1     | 1      | 6     |
| Chun Lee-Kyung | Corea del Sud   | 4  | 0     | 1      | 5     |
| Yang Yang (A)  | R.P. de la Xina | 2  | 2     | 1      | 5     |
| Park Seung-hi  | Corea del Sud   | 2  | 0     | 3      | 5     |
| Yang Yang (S)  | R.P. de la Xina | 0  | 4     | 1      | 5     |